# Império do Divino Espírito Santo de São João

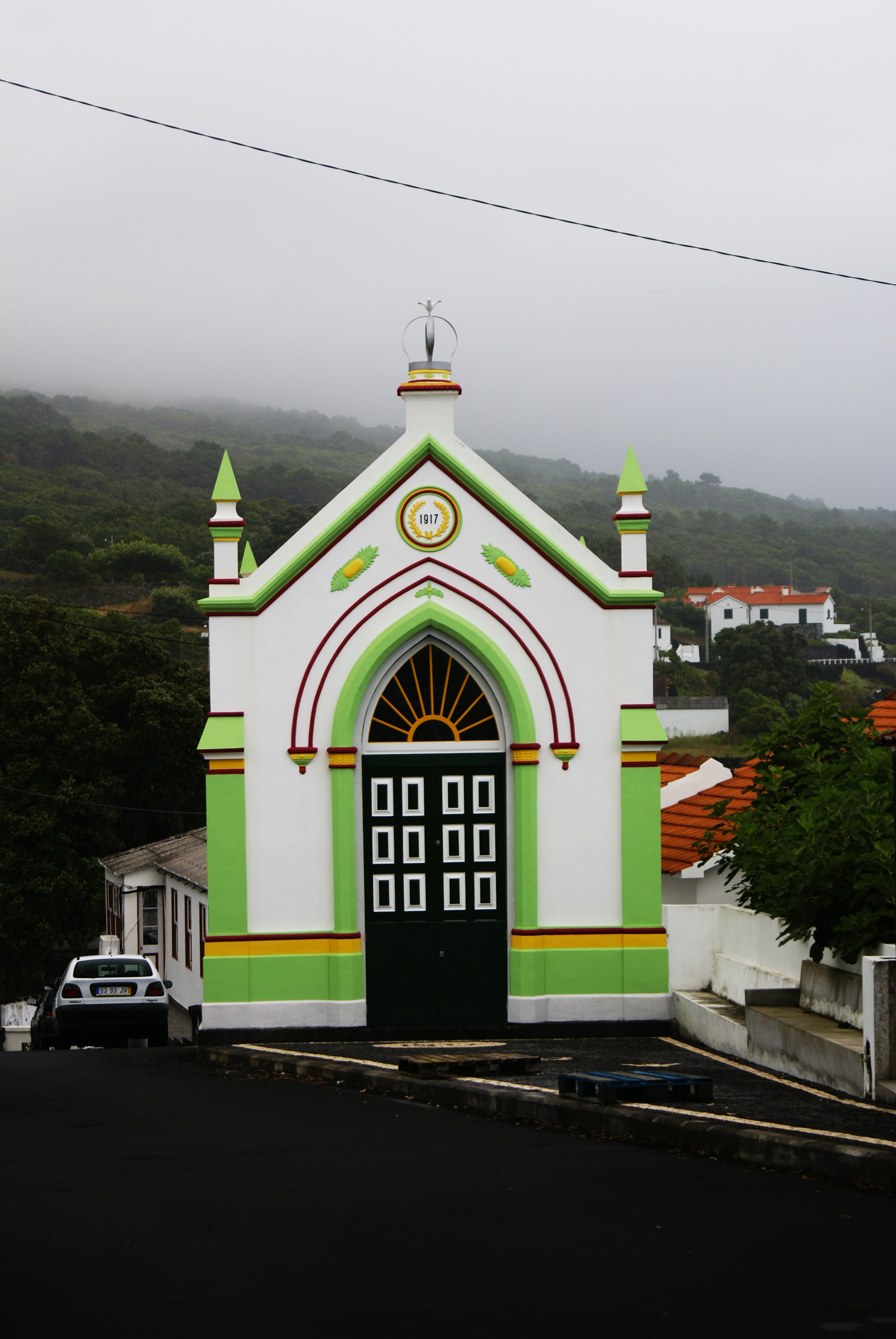
Império do Espírito Santo de São João.

O Império do Divino Espírito Santo de São João é um Império do Espírito Santo português que se localiza em São João, concelho da Lajes do Pico, ilha do Pico, arquipélago dos Açores.
A data de construção deste império do Divino recua ao século XX, mais precisamente ao ano de 1917.